# Денис Бечирович
Денис Бечирович (28 листопада 1975 , Тузла ) — боснійський політик, професор та історик, який є 8-м і чинним боснійським членом Президії Боснії та Герцеговини. 
Раніше він був членом національної Палати Народів з 2019 по 2022 рік. 
На 2022 рік є віце-президентом Соціал-демократичної партії.
Народився у Тузлі, Бечирович закінчив університет Тузли в 1998 році. 
У 2000 році він вступив до аспірантури на факультет філософії Сараєвського університету. 
До своєї політичної діяльності Бечирович був учителем історії в початковій школі в Тузлі. 
З 1998 по 2002 рік працював у ЗОШ рідного міста.
Бечирович був членом Соціал-демократичної партії з 1993 року. 
У 1998 році він став членом Федерального парламенту. 
Через два роки він виграв кантональні збори Тузли та був призначений членом Федеральної палати народів. 
На загальних виборах 2006 року Бечирович був обраний до національної Палати представників. 
На загальних виборах 2018 року він балотувався на місце в президії Боснії та Герцеговини від босняків, але не був обраний. 
Після загальних виборів він став членом національної палати народів.
На загальних виборах 2022 року Бечирович знову балотувався на місце в Президії як представник боснійців і обраний, перемігши колишнього члена президентства Бакіра Ізетбеговича. 
Бечирович склав присягу як член Президії 16 листопада 2022 року.

## Доробок
Бечирович написав кілька книг і статей, присвячених сучасній історії Боснії та Герцеговини. 
- Bećirović, Denis (2012). Informbiro i sjeveroistočna Bosna: odjeci i posljedice sukoba KPJ-Informbiro 1948.-1953 [Informbiro and the North East Bosnia: echoes and consequences of the KPJ-Informbiro conflict 1948-1953] (босн.). Sarajevo: Feri. ISBN 9789958933776.
- Bećirović, Denis (2012). Islamska Zajednica u Bosni i Hercegovini za vrijeme avnojske Jugoslavije (1945-1953) [The Islamic Community in Bosnia and Herzegovina during the AVNOJ Yugoslavia (1945-1953)] (босн.). Sarajevo: Bošnjačka nacionalna zajednica. ISBN 9789535526483.
- Bećirović, Denis (2021). Teritorijalni ekspanzionizam Srbije prema Bosni i Hercegovini (1804-2020) [The territorial expansionism of Serbia towards Bosnia and Herzegovina (1804-2020)] (босн.). Sarajevo: University of Sarajevo. ISBN 9789958028380.